# Padogobius nigricans
Padogobius nigricans is een straalvinnige vissensoort uit de familie van de grondels (Gobiidae). De wetenschappelijke naam van de soort is voor het eerst geldig gepubliceerd in 1867 door Canestrini.